# Kim Won-gyun
Dans ce nom coréen, le nom de famille, Kim, précède le nom personnel.
Kim Won-gyun (hangeul : 김원균) est un compositeur nord-coréen, né le 2 janvier 1917 et décédé le 5 avril 2002, il illustre le talent dit « prolétarien » (en opposition au bourgeois), il est d’origine paysanne.
Il est notamment l'auteur du Chant patriotique, l'hymne national de la république populaire démocratique de Corée, du Chant du général Kim Il-sung et de la Marche de la jeunesse démocratique. Il a également composé la musique de plusieurs opéras révolutionnaires style mer de sang.
Il a exercé les fonctions de président du « Comité central du syndicat des musiciens coréens ».
Le nouveau conservatoire de Pyongyang, en 2006, porte son nom.